# کاناوورف
کاناوورف (به آلمانی: Kannawurf) یک شهر در آلمان است که در زومردا واقع شده‌است. کاناوورف ۹۳۶ نفر جمعیت دارد.